# Thalassironus jungi
Thalassironus jungi är en rundmaskart som beskrevs av John Inglis 1964. Thalassironus jungi ingår i släktet Thalassironus och familjen Ironidae. Inga underarter finns listade i Catalogue of Life.